# Aphis aubletia
Aphis aubletia är en insektsart som beskrevs av Sanborn 1904. Aphis aubletia ingår i släktet Aphis och familjen långrörsbladlöss. Inga underarter finns listade i Catalogue of Life.